# 錆びついたマシンガンで今を撃ち抜こう
「錆びついたマシンガンで今を撃ち抜こう」（さびついたマシンガンでいまをうちぬこう）は、1997年9月3日発売されたWANDSの12作目のシングルである。

## 内容
WANDSとしては1年7ヶ月ぶりとなる、和久二郎・杉元一生加入後の第3期WANDS初のシングルである。かつての公式サイトのバイオグラフィーでは、「1993年の頃のようなWANDSのサウンドが帰ってきた」と記されていた。
1997年の5月よりレコーディングが開始され、数曲のデモテープの製作と並行し、完成した。
表題曲の作詞・作曲を手がけたのは小松未歩、カップリング曲は、メンバーの木村による作詞･作曲。
WANDSの作品にオリジナル・カラオケが収録されるのは、1993年リリースの「恋せよ乙女」以来、約4年ぶりとなった。
シングル「時の扉」以来となる縦型の8cmシングルである。また、ジャケットにメンバーの写真が起用されなかったのはシングルとしては初めてのことである。

## 記録
前作「WORST CRIME〜About a rock star who was a swindler〜/Blind To My Heart」を上回る20万枚を超える売上を記録し、第3期WANDSとしては上々のスタートを切った。オリコンデイリーチャートでは当時1位を獲得した。

## 収録曲
| #         | タイトル                                                   | 作詞      | 作曲      | 編曲      | 時間  |
| --------- | ---------------------------------------------------------- | --------- | --------- | --------- | ----- |
| 1.        | 「錆びついたマシンガンで今を撃ち抜こう」                   | 小松未歩  | 小松未歩  | 池田大介  | 4:38  |
| 2.        | 「Try Again」                                              | 木村真也  | 木村真也  | WANDS     | 4:36  |
| 3.        | 「錆びついたマシンガンで今を撃ち抜こう」(Original Karaoke) |           |           |           | 4:38  |
| 合計時間: | 合計時間:                                                  | 合計時間: | 合計時間: | 合計時間: | 13:52 |

## 楽曲解説
1. 錆びついたマシンガンで今を撃ち抜こう
  - フジテレビ系列アニメ『ドラゴンボールGT』の第4期（第51話 - 第64話(最終話)）エンディングテーマ。放送されたバージョンは、シングルに収録されたバージョンとは一部の歌い方やギターソロなどが異なっている。
  - 2021年、WANDSとして18枚目のシングルである「カナリア鳴いた頃に」の初回限定盤のカップリングに、第5期メンバーでリメイクした「錆びついたマシンガンで今を撃ち抜こう [WANDS第5期ver.] 」が収録された[3][4]。
2. Try Again
  - 木村の楽曲がシングルに収録されたのは、今作が初。
  - 打ち込み主体のミディアムテンポナンバーで、タイトル通り、歌詞は再出発について歌った内容となっている。

## 収録アルバム
| 楽曲                                 | 発売日         | 収録アルバム                          | 備考                                                     |
| ------------------------------------ | -------------- | ------------------------------------- | -------------------------------------------------------- |
| 錆びついたマシンガンで今を撃ち抜こう | 1997年11月6日  | WANDS BEST 〜HISTORICAL BEST ALBUM〜  | 2枚目のベストアルバム。                                  |
| 錆びついたマシンガンで今を撃ち抜こう | 1999年10月27日 | AWAKE                                 | 5枚目のオリジナルアルバム。 Album Mix                    |
| 錆びついたマシンガンで今を撃ち抜こう | 2000年6月9日   | BEST OF WANDS HISTORY                 | 3枚目のベストアルバム。                                  |
| 錆びついたマシンガンで今を撃ち抜こう | 2002年8月25日  | complete of WANDS at the BEING studio | 4枚目のベストアルバム。                                  |
| 錆びついたマシンガンで今を撃ち抜こう | 2016年2月24日  | ドラゴンボール 神 BEST                | テレビアニメ『ドラゴンボール』シリーズのベストアルバム。 |
| Try Again                            | 1997年11月6日  | WANDS BEST 〜HISTORICAL BEST ALBUM〜  | 2枚目のベストアルバム。                                  |

## 参加ミュージシャン
- 鈴木英俊：ギター

## カバー
| 曲名                                 | アーティスト | 収録作品 | 発売日        | 備考                                  |
| ------------------------------------ | ------------ | -------- | ------------- | ------------------------------------- |
| 錆びついたマシンガンで今を撃ち抜こう | 小松未歩     | 『謎』   | 1997年12月3日 | セルフカバー。 キーは半音上げている。 |